# Crna Draga
 Crna Draga  falu Horvátországban, Károlyváros megyében. Közigazgatásilag Lasinjához tartozik.

## Fekvése
Károlyvárostól 24 km-re keletre, községközpontjától 3 km-re délnyugatra fekszik.

## Története
A faluban állt egy 1200 körül épített Szent Anna kápolna, melyet a török 1549-ben elpusztított. 
A településnek 1857-ben 227, 1900-ban 453 lakosa volt. A trianoni békeszerződésig Zágráb vármegye Pisarovinai járásához tartozott. 2011-ben 136-an lakták.

## Lakosság
| Lakosság változása | Lakosság változása | Lakosság változása | Lakosság változása | Lakosság változása | Lakosság változása | Lakosság változása | Lakosság változása | Lakosság változása | Lakosság változása | Lakosság változása | Lakosság változása | Lakosság változása | Lakosság változása | Lakosság változása | Lakosság változása |
| ------------------ | ------------------ | ------------------ | ------------------ | ------------------ | ------------------ | ------------------ | ------------------ | ------------------ | ------------------ | ------------------ | ------------------ | ------------------ | ------------------ | ------------------ | ------------------ |
| 1857               | 1869               | 1880               | 1890               | 1900               | 1910               | 1921               | 1931               | 1948               | 1953               | 1961               | 1971               | 1981               | 1991               | 2001               | 2011               |
| 227                | 0                  | 0                  | 371                | 395                | 453                | 438                | 387                | 373                | 377                | 358                | 332                | 293                | 291                | 180                | 136                |

## Nevezetességei
Szent Anna tiszteletére szentelt kápolnája.